# رنونسیو
رنونسیو (به اسپانیایی: Reinoso) یک شهرستان در اسپانیا است.